# Stanley Boardman
Stanley Boardman (Altrincham, 1900. március 23. – Hale, 1959. december 22.) angol nemzetközi labdarúgó-játékvezető.

## Pályafutása

### Nemzeti játékvezetés
Nemzeti labdarúgó-szövetségének megfelelő játékvezető bizottsága minősítése alapján 1934-ben lett az 1. Liga játékvezetője. Küldési gyakorlat szerint rendszeres partbírói szolgálatot végzett. A nemzeti játékvezetéstől 1948-ban vonult vissza.

### Nemzetközi játékvezetés
Az Angol labdarúgó-szövetség Játékvezető Bizottsága (JB) terjesztette fel nemzetközi játékvezetőnek, a Nemzetközi Labdarúgó-szövetség (FIFA) 1947-től tartotta nyilván bírói keretében. A FIFA JB központi nyelvei közül a angolt beszéli. Több nemzetek közötti válogatott és klubmérkőzést vezetett, vagy működő társának partbíróként segített. A  nemzetközi játékvezetéstől 1948-ban búcsúzott. Válogatott mérkőzéseinek száma: 3.

#### Olimpiai játékok
Az 1948. évi nyári olimpiai játékok labdarúgó tornáját, ahol a FIFA JB bírói szolgálatra alkalmazta. A kor elvárása szerint az egyes számú partbíró játékvezetői sérülésnél átvette a mérkőzés vezetését. Partbíróként egy mérkőzésre, 2. pozícióban kapott küldést.
| Időpont             | Helyszín                     | Mérkőzés típusa | Mérkőzés         | Eredmény | Nézők száma |
| ------------------- | ---------------------------- | --------------- | ---------------- | -------- | ----------- |
| 1948. június 31.    | Selhurst Park, South Norwood | első forduló    | Dánia–Egyiptom   | 3 – 1    | 12 000      |
| 1948. augusztus 10. | Wembley Stadion, London      | egyik elődöntő  | Dánia–Svédország | 2 – 4    | 20 000      |